# Никольский сельский округ (Одинцовский район)
Никольский сельский округ — упразднённая административно-территориальная единица, существовавшая на территории Одинцовского района Московской области в 1994—2006 годах.
Никольский сельсовет был образован в первые годы советской власти. По данным 1919 года он входил в состав Шараповской волости Звенигородского уезда Московской губернии.
19 декабря 1922 года Шараповская волость была упразднена и Никольский с/с вошёл в Кубинскую волость.
В 1925 году из Никольского с/с был выделен Пронский с/с.
В 1926 году Никольский с/с включал село Никольское, деревню Ковальни-Угрюмово, посёлок Криуши и Кубинскую больницу.
В 1929 году Никольский сельсовет вошёл в состав Звенигородского района Московского округа Московской области. При этом к нему был присоединён Пронский с/с.
17 июля 1939 года к Никольскому с/с был присоединён Чапаевский с/с (селение Чапаевка).
25 января 1952 года из Никольского с/с в Кубинский было передано селение Угрюмово.
7 декабря 1957 года Звенигородский район был упразднён и Никольский с/с был передан в Кунцевский район.
28 июля 1960 года в связи с упразднением Кунцевского района Никольский с/с был передан в восстановленный Звенигородский район.
1 февраля 1963 года Звенигородский район был упразднён и Никольский с/с вошёл в Звенигородский сельский район. 11 января 1965 года Никольский с/с был передан в новый Одинцовский район.
27 декабря 1968 года к Никольскому с/с из упразднённого Улитинского с/с были переданы селения Власово, Никифоровское и Троицкое. Одновременно из Краснооктябрьского с/с Рузского района в Никольский с/с было передано селение Агафоново.
29 марта 1977 года из Никольского с/с в новый Волковский с/с были переданы селения Агафоново, Власово, Никифоровское и Троицкое.
3 февраля 1994 года Никольский с/с был преобразован в Никольский сельский округ.
В ходе муниципальной реформы 2004—2005 годов Никольский сельский округ прекратил своё существование как муниципальная единица. При этом все его населённые пункты были переданы в Сельское поселение Никольское.
29 ноября 2006 года Никольский сельский округ исключён из учётных данных административно-территориальных и территориальных единиц Московской области.